# Szczyt Majakowskiego
Szczyt Majakowskiego (ros. Пик Маяковского) – szczyt w paśmie Pamiru. Leży w południowym Tadżykistanie, blisko granicy z Afganistanem. Szczyt został nazwany przez Pawła Mikołajewicza Łuknickiego na cześć rosyjskiego poety i dramaturga Władimira Majakowskiego.